# Памятник танковому экипажу Степана Горобца (Тверь)
Памятник танковому экипажу Степана Горобца (Тверь) — памятник, установленный в городе Тверь в 2011 году в честь экипажа танка Т-34, 21-го танкового полка под командованием младшего лейтенанта Степана Горобца, отличившегося в боях за Тверь в октябре 1941 года.

## История
Памятник был открыт 29 ноября 2011 года в сквере на Комсомольской площади города Твери. Здесь проходил рубеж обороны Калинина (Твери) в октябре 1941 года. Мемориальный комплекс из металла и гранита посвящен подвигу экипажа легендарного танка Т-34, ворвавшегося в оккупированный Калинин 17 октября 1941 года. Танк прошел с запада на восток с боем через город, занятый врагом, до Элеватора на соединение с частями Красной Армии. Экипажем командовал младший лейтенант Степан Христофорович Горобец, в составе экипажа были механик-водитель — старший сержант Фёдор Литовченко, башнер — сержант Григорий Коломиец, стрелок-радист — красноармеец Иван Пастушин. Экипаж уничтожил тараном один средний танк PzKpfw III, несколько мотоциклов, противотанковое орудие, около 20 автомашин и несколько вражеских солдат. За героизм и мужество, проявленные в боях за Тверь, младший лейтенант С. Х. Горобец был награждён орденом Красного Знамени.
Горобец погиб под Ржевом 8 февраля 1942 года, остальные члены его экипажа воевали до Победы. Степан Горобец похоронен в деревне Братково Старицкого района Тверской области. Всем членам экипажа Горобца было присвоено звание Героя Советского Союза.
Идея создания мемориала принадлежит членам военно-патриотического клуба «Вымпел». Администрация города Твери поддержала инициативу общественников и объявила конкурс на лучший проект памятника. Выиграл конкурс тверской скульптор, народный художник России Е. А. Антонов.
Мемориальный комплекс состоит из трех частей: в центре — монумент экипажу Степана Горобца, слева установлены символические противотанковые ежи, справа — скульптура в честь защитников Калинина.